# Centrobelus curticornis
Centrobelus curticornis är en insektsart som beskrevs av Vilbaste 1968. Centrobelus curticornis ingår i släktet Centrobelus och familjen hornstritar. Inga underarter finns listade i Catalogue of Life.